# Senátní obvod č. 73 – Frýdek-Místek
Senátní obvod č. 73 – Frýdek-Místek je podle zákona č. 247/1995 Sb. tvořen východní částí okresu Frýdek-Místek, ohraničenou na západě obcemi Žermanice, Lučina, Dolní Domaslavice, Dolní Tošanovice, Horní Tošanovice, Komorní Lhotka, Vyšní Lhoty, Raškovice a Morávka, a jižní částí okresu Karviná, tvořenou obcemi Horní Bludovice, Těrlicko, Český Těšín a Chotěbuz.
Současným senátorem je od roku 2022 Zdeněk Matušek, nestraník zvolený za hnutí ANO s podporou ČSSD. V Senátu je členem Senátorského klubu ANO a ČSSD.

## Senátoři

Emil Škrabiš
Igor Petrov
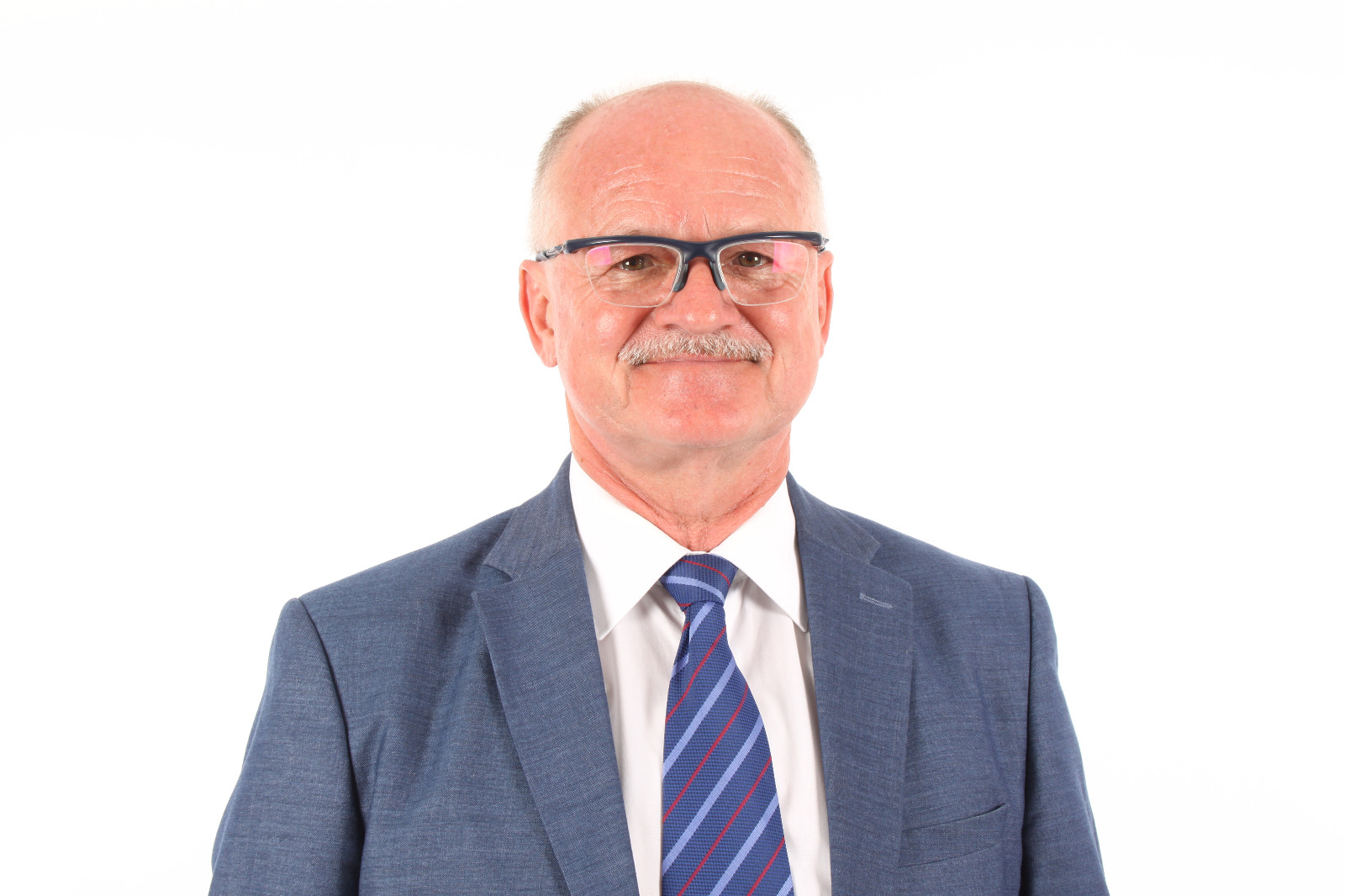
Petr Gawlas
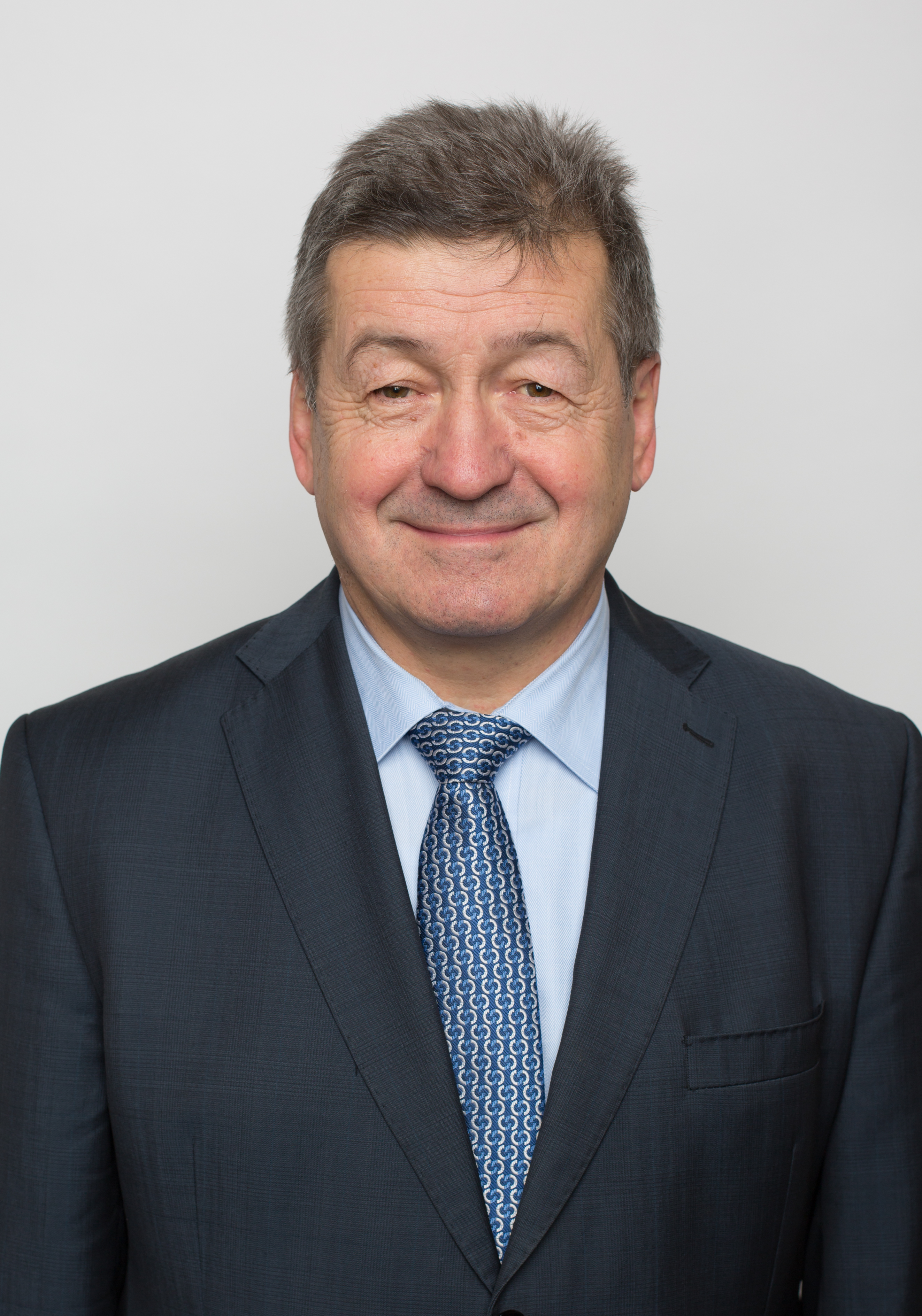
Jiří Cieńciała
Zdeněk Matušek

| Volby | Volby    | Senátor                        | Volební strana | Navrhující strana | Politická příslušnost | Odkaz  |
| ----- | -------- | ------------------------------ | -------------- | ----------------- | --------------------- | ------ |
|       | 1996     | Ing. Emil Škrabiš              | KDU-ČSL        | KDU-ČSL           | KDU-ČSL               | profil |
| 1998  | 4KOALICE | Ing. Emil Škrabiš              | 4KOALICE       |                   | KDU-ČSL               | profil |
|       | 2004     | Ing. Igor Petrov               | SNK            | SNK               | SNK                   | profil |
|       | 2010     | Petr Gawlas                    | ČSSD           | ČSSD              | ČSSD                  | profil |
|       | 2016     | doc. Ing. CSc. Jiří Cieńciała  | „OSN“          | „OSN“             | BEZPP                 | profil |
|       | 2022     | MUDr. Mgr. Zdeněk Matušek, MBA | ČSSD, ANO      | ANO               | BEZPP                 | profil |

## Volby

### Rok 1996
| Kandidát             | Volební strana | Navrhující strana | Politická příslušnost | Počet hlasů (1. kolo) | %     | Počet hlasů (2. kolo) | %     |
| -------------------- | -------------- | ----------------- | --------------------- | --------------------- | ----- | --------------------- | ----- |
| Ing. Emil Škrabiš    | KDU-ČSL        | KDU-ČSL           | KDU-ČSL               | 5 328                 | 23,05 | 11 776                | 61,43 |
| Ing. Jan Starý       | ODS            | ODS               | ODS                   | 7 229                 | 31,28 | 7 394                 | 38,57 |
| MUDr. Halina Dordová | KSČM           | KSČM              | KSČM                  | 5 164                 | 22,34 | —                     | —     |
| Bohumil Blahoňovský  | NK             | NK                | BEZPP                 | 3 597                 | 15,56 | —                     | —     |
| Ing. Jiří Czap       | COEX           | COEX              | BEZPP                 | 1 794                 | 7,66  | —                     | —     |

### Rok 1998
| Kandidát              | Volební strana | Navrhující strana | Politická příslušnost | Počet hlasů (1. kolo) | %     | Počet hlasů (2. kolo) | %     |
| --------------------- | -------------- | ----------------- | --------------------- | --------------------- | ----- | --------------------- | ----- |
| Ing. Emil Škrabiš     | 4KOALICE       | 4KOALICE          | KDU-ČSL               | 7 148                 | 23,48 | 6 707                 | 52,27 |
| Ing. Miroslav Doseděl | ČSSD           | ČSSD              | ČSSD                  | 6 817                 | 22,39 | 6 124                 | 47,73 |
| MUDr. Halina Dordová  | KSČM           | KSČM              | KSČM                  | 5 550                 | 18,23 | —                     | —     |
| Zdeněk Budínský       | ODS            | ODS               | ODS                   | 5 479                 | 18,00 | —                     | —     |
| Ing. Ladislav Gavlas  | NK             | NK                | BEZPP                 | 2 702                 | 8,87  | —                     | —     |
| PaedDr. Jiří Pinkava  | COEX           | COEX              | BEZPP                 | 1 419                 | 4,66  | —                     | —     |
| Mgr. Jan Szotkowski   | NK             | NK                | BEZPP                 | 1 331                 | 4,37  | —                     | —     |

### Rok 2004
| Kandidát             | Volební strana | Navrhující strana | Politická příslušnost | Počet hlasů (1. kolo) | %     | Počet hlasů (2. kolo) | %     |
| -------------------- | -------------- | ----------------- | --------------------- | --------------------- | ----- | --------------------- | ----- |
| Ing. Igor Petrov     | SNK            | SNK               | SNK                   | 5 325                 | 23,54 | 7 567                 | 59,55 |
| Ing. Emil Škrabiš    | KDU-ČSL        | KDU-ČSL           | KDU-ČSL               | 4 216                 | 18,64 | 5 138                 | 40,44 |
| Ing. Jan Weber       | ODS            | ODS               | ODS                   | 3 314                 | 14,65 | —                     | —     |
| Ing. Měčislav Kaleta | KSČM           | KSČM              | KSČM                  | 2 636                 | 11,65 | —                     | —     |
| Anna Konderlová      | NK             | NK                | BEZPP                 | 2 604                 | 11,59 | —                     | —     |
| Ing. Jan Ferenc      | NEZ            | NEZ               | BEZPP                 | 2 071                 | 9,15  | —                     | —     |
| Miroslav Poništ      | ČSSD           | ČSSD              | ČSSD                  | 1 903                 | 8,41  | —                     | —     |
| Jan Szotkowski       | HNPD           | HNPD              | HNPD                  | 494                   | 2,18  | —                     | —     |
| Pavol Valko          | SP             | SP                | SP                    | 53                    | 0,23  | —                     | —     |

### Rok 2010
| Kandidát                     | Volební strana | Navrhující strana | Politická příslušnost | Počet hlasů (1. kolo) | %     | Počet hlasů (2. kolo) | %     |
| ---------------------------- | -------------- | ----------------- | --------------------- | --------------------- | ----- | --------------------- | ----- |
| Petr Gawlas                  | ČSSD           | ČSSD              | ČSSD                  | 11 127                | 27,39 | 12 669                | 51,41 |
| MUDr. Stanislav Czudek, CSc. | VV             | VV                | BEZPP                 | 10 382                | 25,55 | 11 973                | 48,58 |
| Mgr. Dagmar Adamová          | ODS            | ODS               | ODS                   | 5 211                 | 12,82 | —                     | —     |
| Ing. Igor Petrov             | TOP 09, „STAN“ | „STAN“            | BEZPP                 | 4 411                 | 10,85 | —                     | —     |
| Ing. Miroslav Boublík        | KSČM           | KSČM              | BEZPP                 | 4 221                 | 10,39 | —                     | —     |
| Ing. Michael Trojka          | KDU-ČSL        | KDU-ČSL           | KDU-ČSL               | 2 196                 | 5,40  | —                     | —     |
| Marian Kuś                   | NEZ            | NEZ               | BEZPP                 | 1 817                 | 4,47  | —                     | —     |
| Mgr. Jan Szotkowski          | Suverenita     | Suverenita        | HNPD                  | 1 256                 | 3,09  | —                     | —     |

### Rok 2016
| Kandidát | Kandidát                       | Volební strana | Navrhující strana | Politická příslušnost | Počet hlasů (1. kolo) | %     | Počet hlasů (2. kolo) | %     |
| -------- | ------------------------------ | -------------- | ----------------- | --------------------- | --------------------- | ----- | --------------------- | ----- |
|          | doc. Ing. CSc. Jiří Cieńciała  | „OSN“          | „OSN“             | BEZPP                 | 12 892                | 46,18 | 10 804                | 73,35 |
|          | Mgr. Bc. DiS. Pavla Golasowská | KDU-ČSL        | KDU-ČSL           | KDU-ČSL               | 4 583                 | 16,41 | 3 925                 | 26,64 |
|          | MUDr. Ivo Raška                | ANO            | ANO               | BEZPP                 | 4 545                 | 16,28 | —                     | —     |
|          | Petr Gawlas                    | ČSSD           | ČSSD              | ČSSD                  | 3 730                 | 13,36 | —                     | —     |
|          | Ing. Gustav Pilch              | KSČM           | KSČM              | BEZPP                 | 1 356                 | 4,85  | —                     | —     |
|          | Ing. Jan Osoba                 | Úsvit          | Úsvit             | Úsvit                 | 806                   | 2,88  | —                     | —     |

### Rok 2022
Ve volbách v roce 2022 svůj mandát již neobhajoval senátor Jiří Cieńciała. Mezi šesti kandidáty na nového senátora byli náměstek hejtmana a kandidát koalice SPOLU (ODS, KDU-ČSL, TOP 09) Stanislav Folwarczny, bývalý senátor za ČSSD Petr Gawlas, který kandidoval jako nestraník za hnutí NEZ, nebo ředitel muzea Bible Petr Hamrozi z Hnutí NEJ. Do Senátu kandidovali také Gina Horylová jako nestranička za BOS, lékař Zdeněk Matušek jako nestraník za ANO a ČSSD a bývalý poslanec za KSČM Daniel Pawlas, který však kandidoval jako nestraník za hnutí DOMA.
První kolo vyhrál s 42,33 % hlasů Zdeněk Matušek, do druhého kola s ním postoupil Stanislav Folwarczny, který obdržel 31,83 % hlasů. Druhé kolo vyhrál s 50,98 % hlasů Zdeněk Matušek.
| Kandidát | Kandidát                       | Volební strana       | Navrhující strana | Politická příslušnost | Počet hlasů (1. kolo) | %     | Počet hlasů (2. kolo) | %     |
| -------- | ------------------------------ | -------------------- | ----------------- | --------------------- | --------------------- | ----- | --------------------- | ----- |
|          | MUDr. Mgr. Zdeněk Matušek, MBA | ČSSD, ANO            | ANO               | BEZPP                 | 14 087                | 42,33 | 7 519                 | 50,98 |
|          | Mgr. Stanislav Folwarczny      | KDU-ČSL, ODS, TOP 09 | ODS               | ODS                   | 10 594                | 31,83 | 7 228                 | 49,01 |
|          | Petr Gawlas                    | NEZ                  | NEZ               | BEZPP                 | 3 758                 | 11,29 | —                     | —     |
|          | Petr Hamrozi                   | NEJ                  | NEJ               | NEJ                   | 2 822                 | 8,48  | —                     | —     |
|          | Daniel Pawlas                  | DOMA                 | DOMA              | BEZPP                 | 1 040                 | 3,12  | —                     | —     |
|          | Gina Horylová                  | BOS                  | BOS               | BEZPP                 | 974                   | 2,92  | —                     | —     |

## Volební účast
|  | nejvyšší volební účast |  | nejnižší volební účast |

| Rok  | % (1. kolo) | % (2. kolo) |
| ---- | ----------- | ----------- |
| 1996 | 26,16       | 21,56       |
| 1998 | 37,81       | 14,08       |
| 2004 | 25,81       | 13,46       |
| 2010 | 44,81       | 25,49       |
| 2016 | 31,07       | 15,83       |
| 2022 | 37,61       | 16,08       |